# Theope sisemina
Espèce
Theope sisemina est une espèce d'insectes lépidoptères appartenant à la famille des Riodinidae et au genre Theope.

## Taxonomie
Theope sisemina a été décrit par Adalbert Seitz en 1920.

### Sous-espèces
- Theope sisemina sisemina ; présent en Colombie, en  Équateur
- Theope sisemina tabacona Hall et Willmott, 1996 ; présent au Pérou[1].

## Description
Theope sisemina est un papillon à l'apex des ailes antérieures pointu au-dessus des ailes pour Theope sisemina sisemina à base bleue, aire discale blanche et très large bordure grise du bord costal des antérieures et des bords externes des ailes antérieures et postérieures, alors que Theope sisemina tabacona est d'un violine clair avec une minime suffusion bleue basale et de larges bordures marron uniquement aux ailes antérieures.
Le revers est de couleur beige moiré à beige ocré, avec une ligne submarginale de points foncés cernés de clair.

## Écologie et distribution
Theope sisemina est présent en Colombie, en  Équateur et au Pérou.

### Protection
Pas de statut de protection particulier.